# Самци (ТВ серија)
„Самци ” је југословенска телевизијска серија снимљена 1968. године у продукцији Телевизије Београд.

## Епизоде
| Сезона | Епизода | Назив            | Датум |
| ------ | ------- | ---------------- | ----- |
| 1      | 1       | Грешка еволуције | 1968  |
| 1      | 2       | Права адреса     | 1968  |
| 1      | 3       | Господин Фока    | 1968  |
| 1      | 4       | Топчидерска река | 1968  |
| 1      | 5       | Распуст          | 1968  |
| 1      | 6       | Капути           | 1968  |
| 1      | 7       | Тишина           | 1968  |

## Улоге
| Глумац                     | Улога                         |
| -------------------------- | ----------------------------- |
| Ружица Сокић               | Олга (2 еп. 1968)             |
| Бранислав Цига Миленковић  | (2 еп. 1968)                  |
| Мија Алексић               | Олгин рођак (1 еп. 1968)      |
| Петар Банићевић            | Алавандић (1 еп. 1968)        |
| Слободан Цица Перовић      | Самац (1 еп. 1968)            |
| Ратко Сарић                | (1 еп. 1968)                  |
| Божидар Стошић             | (1 еп. 1968)                  |
| Милутин Бутковић           | (1 еп. 1968)                  |
| Љиљана Лашић               | (1 еп. 1968)                  |
| Неда Спасојевић            | Самица (1 еп. 1968)           |
| Марко Тодоровић            | Алавандићев друг (1 еп. 1968) |
| Миа Адамовић               | Обадић (1 еп. 1968)           |
| Драгољуб Милосављевић Гула | Чедомир (1 еп. 1968)          |
| Мида Стевановић            | Мирјанин муж (1 еп. 1968)     |
| Славица Мараш              | Мирјана (1 еп. 1968)          |
| Слободан Алигрудић         | (1 еп. 1968)                  |
| Иван Ђурђевић              | Шахиста 1 (1 еп. 1968)        |
| Александар Хрњаковић       | (1 еп. 1968)                  |
| Ђорђе Јелисић              | (1 еп. 1968)                  |

 Остале улоге  ▼
| Глумац           | Улога                  |
| ---------------- | ---------------------- |
| Ђорђе Јовановић  | (1 еп. 1968)           |
| Драгица Лукић    | (1 еп. 1968)           |
| Милка Лукић      | (1 еп. 1968)           |
| Иван Манојловић  | (1 еп. 1968)           |
| Вељко Маринковић | (1 еп. 1968)           |
| Бошко Пулетић    | Шахиста 2 (1 еп. 1968) |
| Љубица Секулић   | Газдарица (1 еп. 1968) |
| Виктор Старчић   | (1 еп. 1968)           |
| Предраг Тасовац  | (1 еп. 1968)           |
| Љубомир Убавкић  | (1 еп. 1968)           |
| Стево Жигон      | (1 еп. 1968)           |

Комплетна ТВ екипа  ▼
| Редитељ                   | Александар Ђорђевић     | (7 еп. 1968)                   |
| Сценариста                | Гордан Михић            | (7 еп. 1968)                   |
| Директор фотографије      | Душан Стефановић        | (7 еп. 1968)                   |
| Директор фотографије      | Александар Радосављевић | (непознат број епизода)        |
| Mонтажер                  | Александар Ћетковић     | (1 еп. 1968)                   |
| Mонтажер                  | Стеван Мунћан           | (1 еп. 1968)                   |
| Сценограф                 | Дора Душановић          | (2 еп. 1968)                   |
| Сценограф                 | Томислав Мијатовић      | (1 еп. 1968)                   |
| Сценограф                 | Никола Теодоровић       | (непознат број епизода)        |
| Костимограф               | Зорица Ружић            | (3 еп. 1968)                   |
| Менаџер продукције        | Слободан Ђорђевић       | вођа снимања (2 еп. 1968)      |
| Менаџер продукције        | Иванка Обреновић        | вођа снимања (1 еп. 1968)      |
| Помоћник режије           | Светислав Жикић         | помоћник редитеља (2 еп. 1968) |
| Одсек за звук             | Петар Дујић             | микроман (3 еп. 1968)          |
| Одсек за звук             | Милорад Мартиновић      | тон мајстор (2 еп. 1968)       |
| Одсек за звук             | Дивна Рајић             | тон мајстор (1 еп. 1968)       |
| Одсек за камеру и расвету | Александар Радосављевић | пратилац камере (3 еп. 1968)   |
| Одсек за камеру и расвету | Александар Рибић        | пратилац камере (3 еп. 1968)   |
| Одсек за камеру и расвету | Јован Нечић             | вођа расвете (2 еп. 1968)      |
| Одсек за камеру и расвету | Слободан Обрадовић      | пратилац камере (2 еп. 1968)   |
| Одсек за камеру и расвету | Чедомир Станковић       | сниматељ (2 еп. 1968)          |
| Одсек за камеру и расвету | Здравко Игњатовић       | вођа расвете (1 еп. 1968)      |
| Одсек за камеру и расвету | Марина Лазаревић        | сниматељ (1 еп. 1968)          |
| Одсек за камеру и расвету | Милан Милијановић       | пратилац камере (1 еп. 1968)   |
| Одсек за монтажу          | Павле Марковић          | видео миксер (3 еп. 1968)      |
| Музички одсек             | Станко Терзић           | музички сарадник (2 еп. 1968)  |
| Музички одсек             | Радослав Грајиц         | музички сарадник (1 еп. 1968)  |
| Остала екипа              | Ружа Мирковић           | секретар режије (2 еп. 1968)   |
| Остала екипа              | Милана Стојановић       | секретар режије (1 еп. 1968)   |